# 條紋伴麗魚
條紋伴麗魚，為輻鰭魚綱鱸形目隆頭魚亞目慈鯛科的其中一種，廣泛分布於非洲西部的淡水流域，體長可達20.4公分，棲息在植被生長的溪流、氾濫平原、潟湖，屬肉食性，以魚類、蝦子、昆蟲等為食，具領域性，成魚會保護巢及仔魚，可作為食用魚及觀賞魚。

## 擴展閱讀
維基物種上的相關：條紋伴麗魚